# Ладвозеро
Ла́двозеро — деревня в составе Костомукшского городского округа Республики Карелия.

## Общие сведения
Расположена на юго-восточном берегу озера Нижнее Ладво.
На деревенском кладбище находятся могилы карельских рунопевцев Архиппы и его сына Мийхкали Перттуненов. Могилы рунопевцев отнесены к памятникам истории и культуры, находящимся на территории Костомукшского городского округа.

## Население
| 2002 | 2009 | 2010 | 2013 |
| ---- | ---- | ---- | ---- |
| 0    | →0   | →0   | →0   |